# 2197 Шангај
2197 Шангај је астероид главног астероидног појаса. Приближан пречник астероида је 22,36 ,
а средња удаљеност астероида од Сунца износи 3,151 астрономских јединица (АЈ).
Инклинација (нагиб) орбите у односу на раван еклиптике је 2,498 степени, а орбитални период износи 2043,272 дана (5,594 година). Ексцентрицитет орбите астероида износи 0,122.
Апсолутна магнитуда астероида износи 11,20 а геометријски албедо 0,117.
Астероид је откривен . 1965. године.